# Fortaleza de Hohensalzburg
La Fortaleza de Hohensalzburg, monumento característico de la ciudad de Salzburgo, es la más grande y mejor conservada en Europa. La construcción fue empezada en 1077 bajo el Príncipe-Arzobispo Gebhard von Helffenstein. Fue ampliada y reforzada con torres, bastiones, muros y trincheras hasta el siglo XVII. La fortaleza tomó su aspecto actual en el siglo XV bajo el Príncipe-Arzobispo Leonhard von Keutschach, que la hizo habitable, la decoró exquisitamente y le dio su aspecto gótico tardío. En todos los muros de la fortaleza se puede ver su símbolo: una remolacha. En el muro exterior de la capilla de la fortaleza se encuentra su relieve en mármol rojo de Adnet.
La fortaleza fue sitiada varias veces pero nunca fue tomada. Es famosa la historia de «El lavandero de toros salburgués», quien, durante un largo asedio, pintaba un mismo toro cada día con un color distinto y lo paseaba por los muros de defensa, y cada vez lo volvía a lavar. El atacante era así engañado, creyendo que disponían de un enorme almacén de reservas, por lo cual abandonaban desilusionados el sitio.

## Galería de imágenes

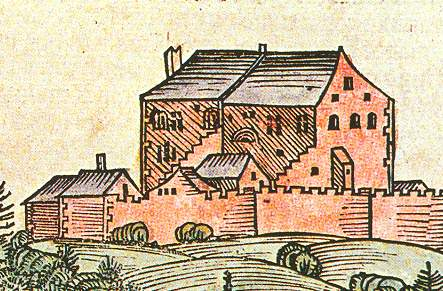
Una de las primeras representaciones de la fortaleza en los años 1460.
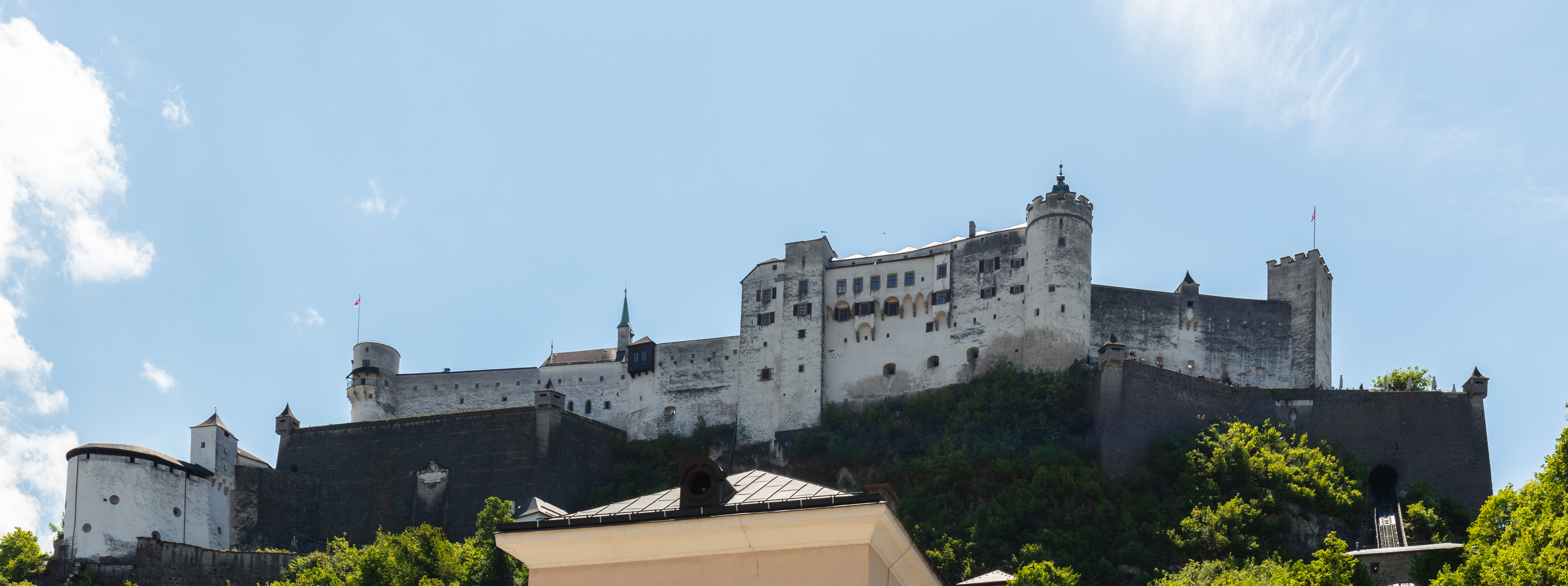
Vista de Hohensalzburg desde el centro de Salzburgo.
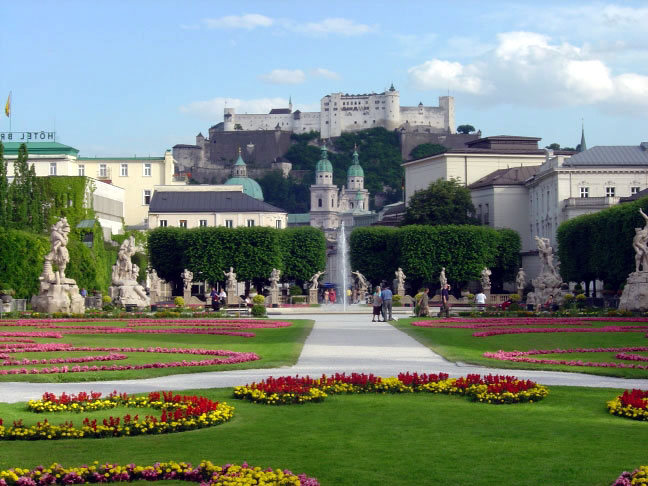
Vista desde los jardines del palacio de Mirabell.
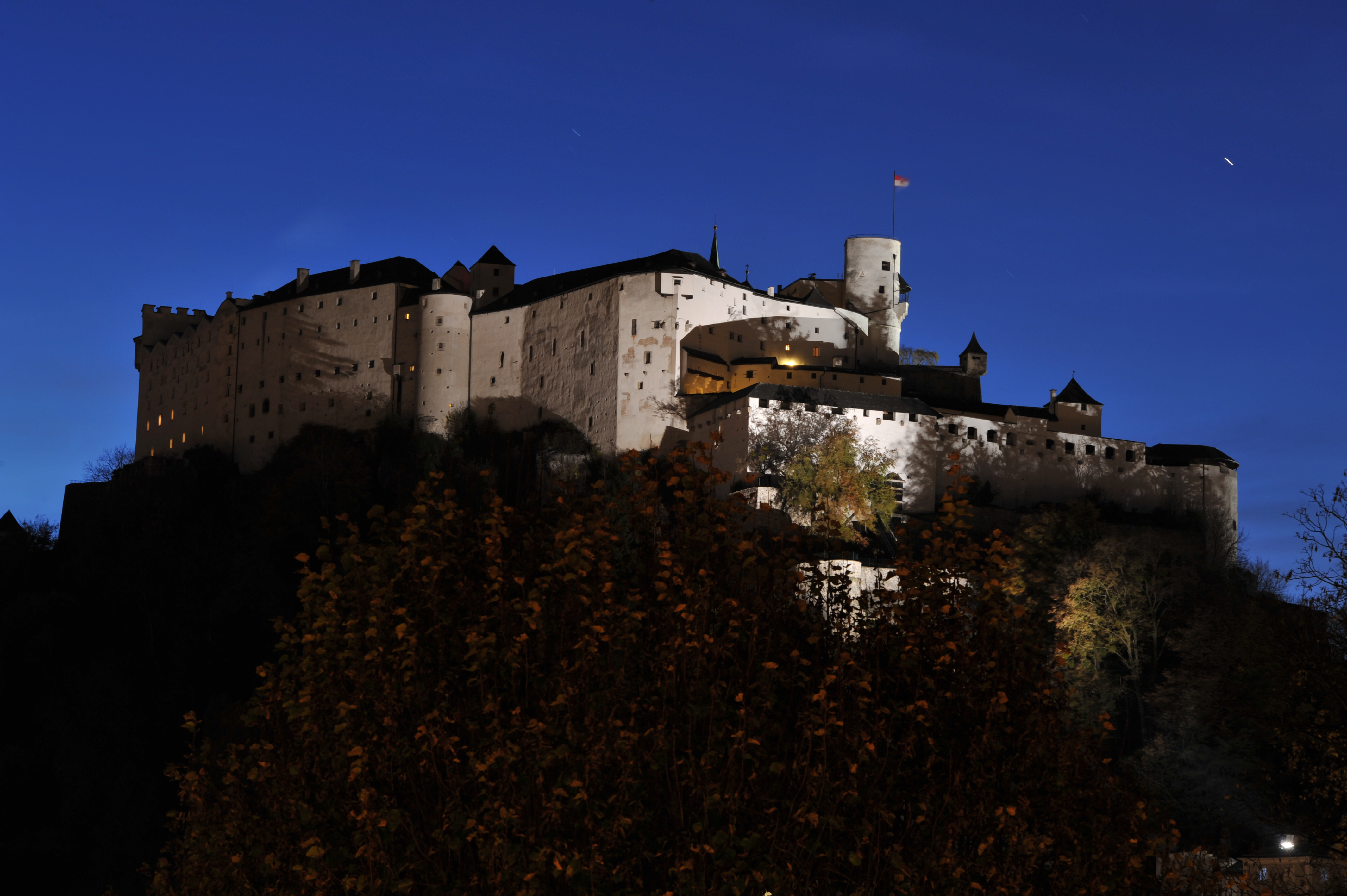
Vista nocturna.
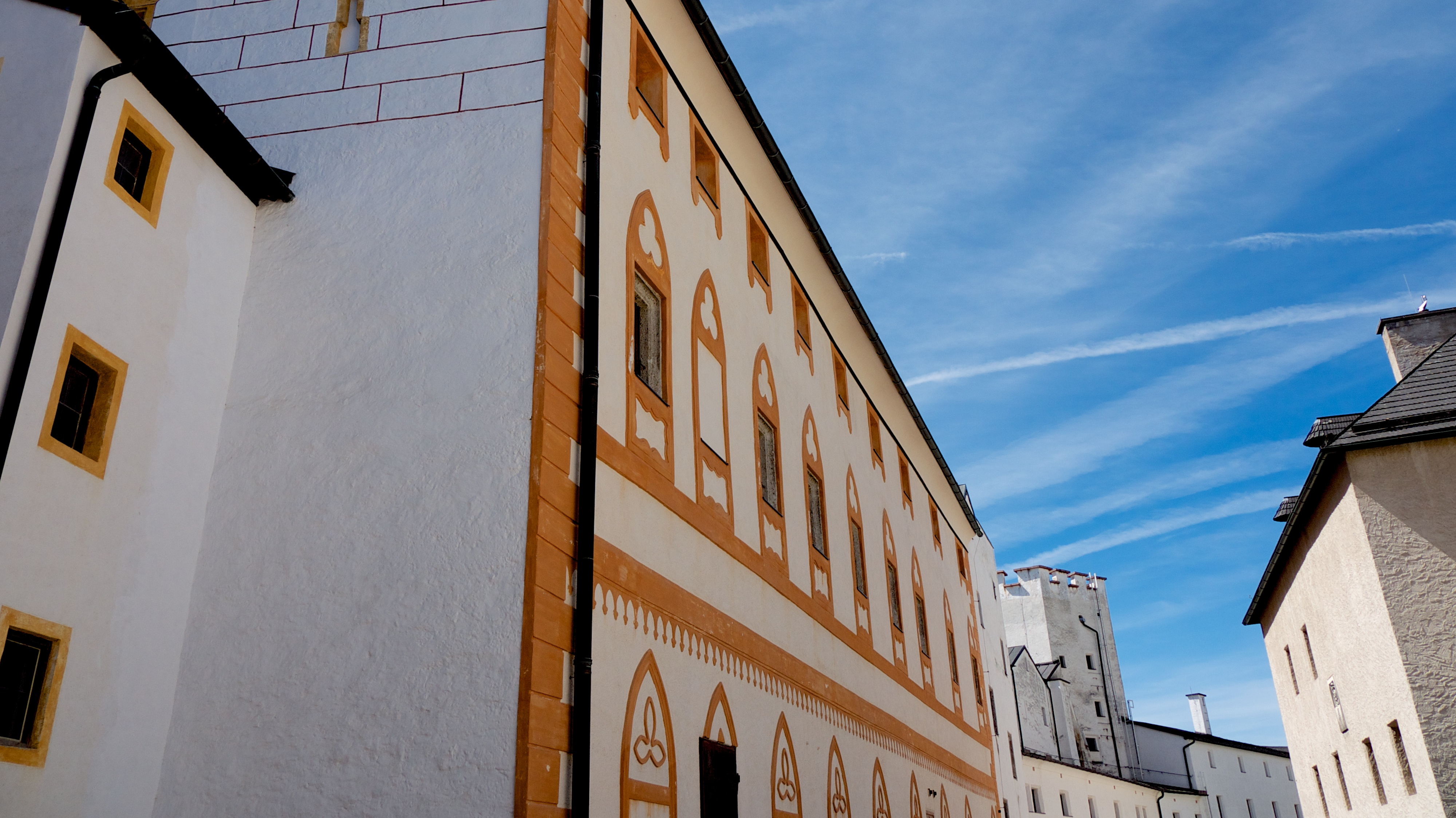
Interior de la fortaleza.
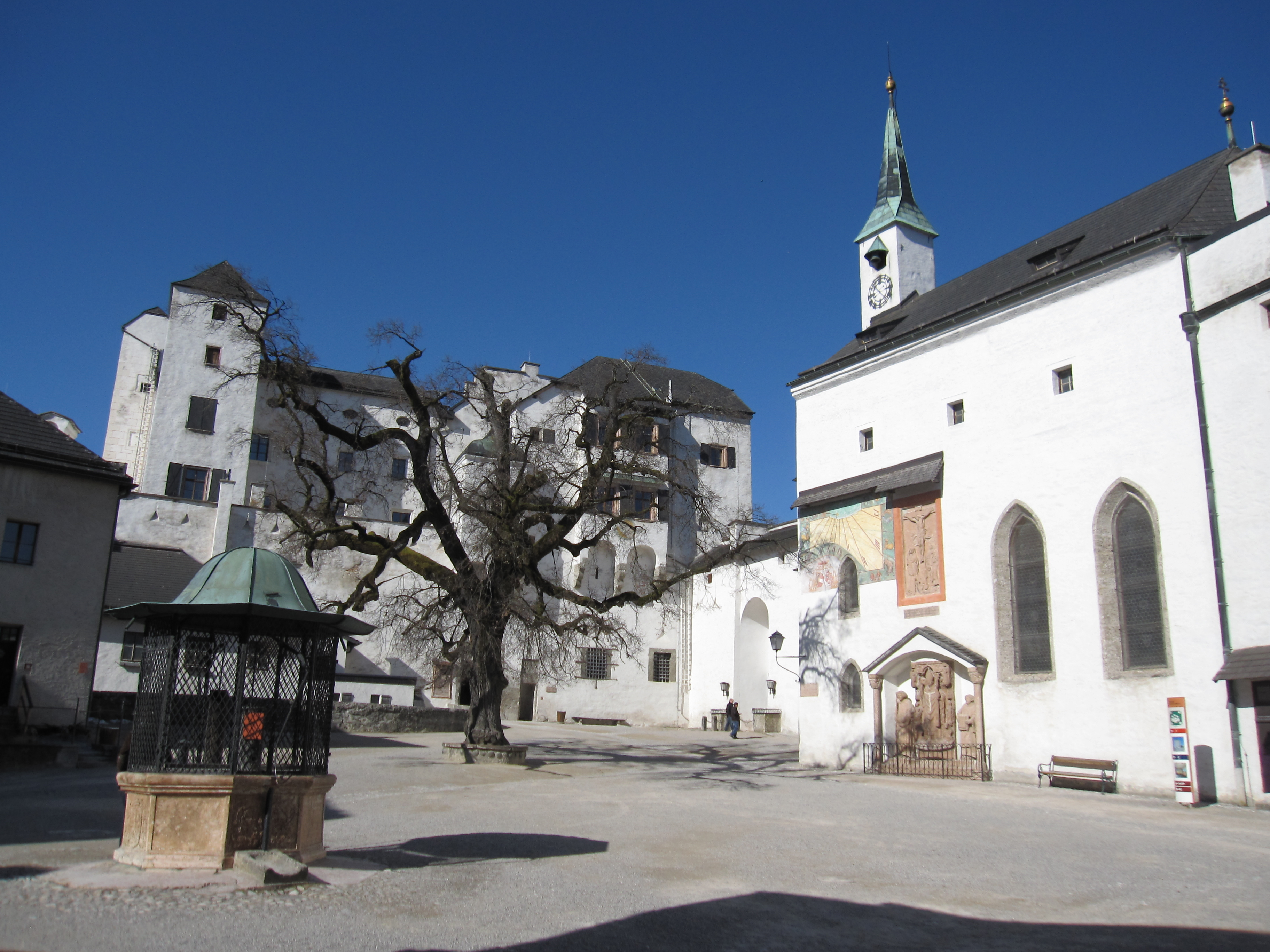
Patio interior y capilla de San Jorge.
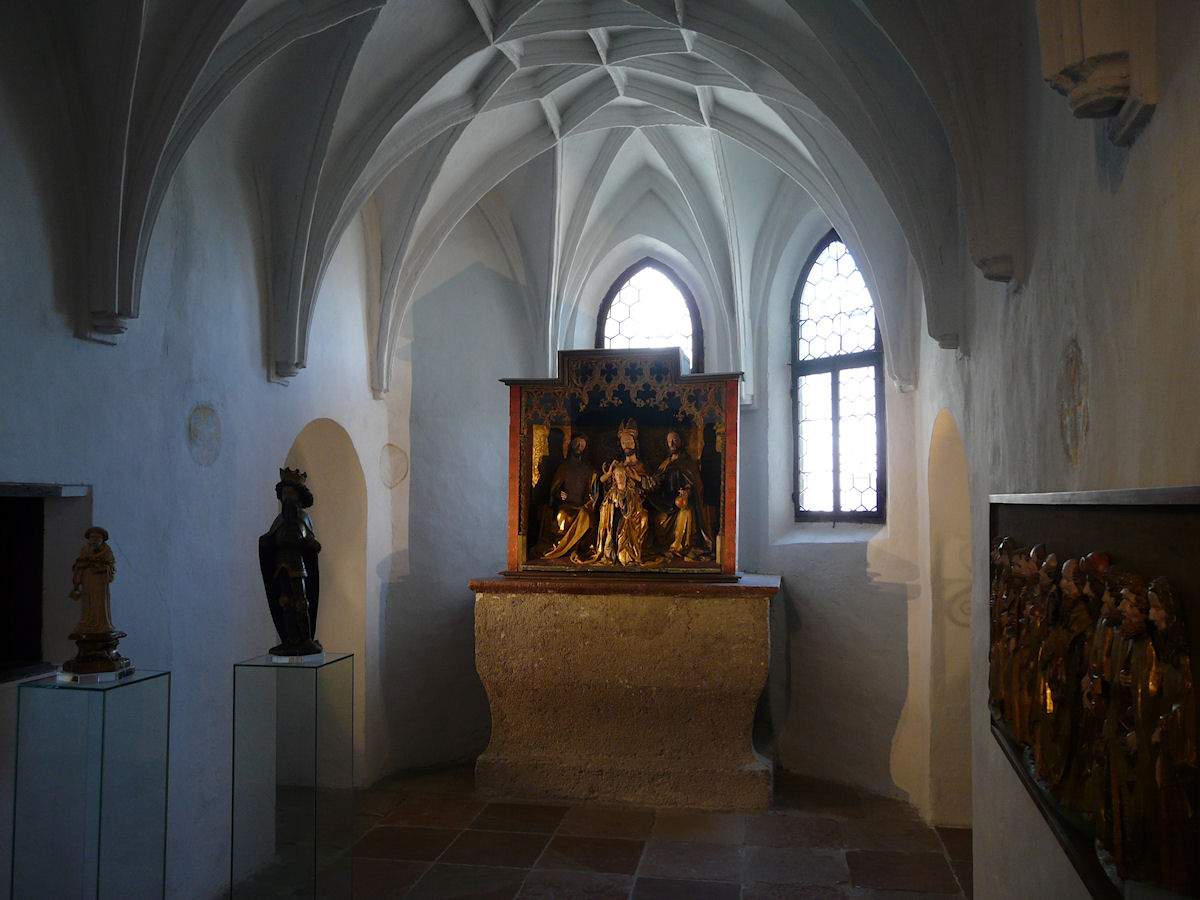
Capilla del Príncipe-Arzobispo.
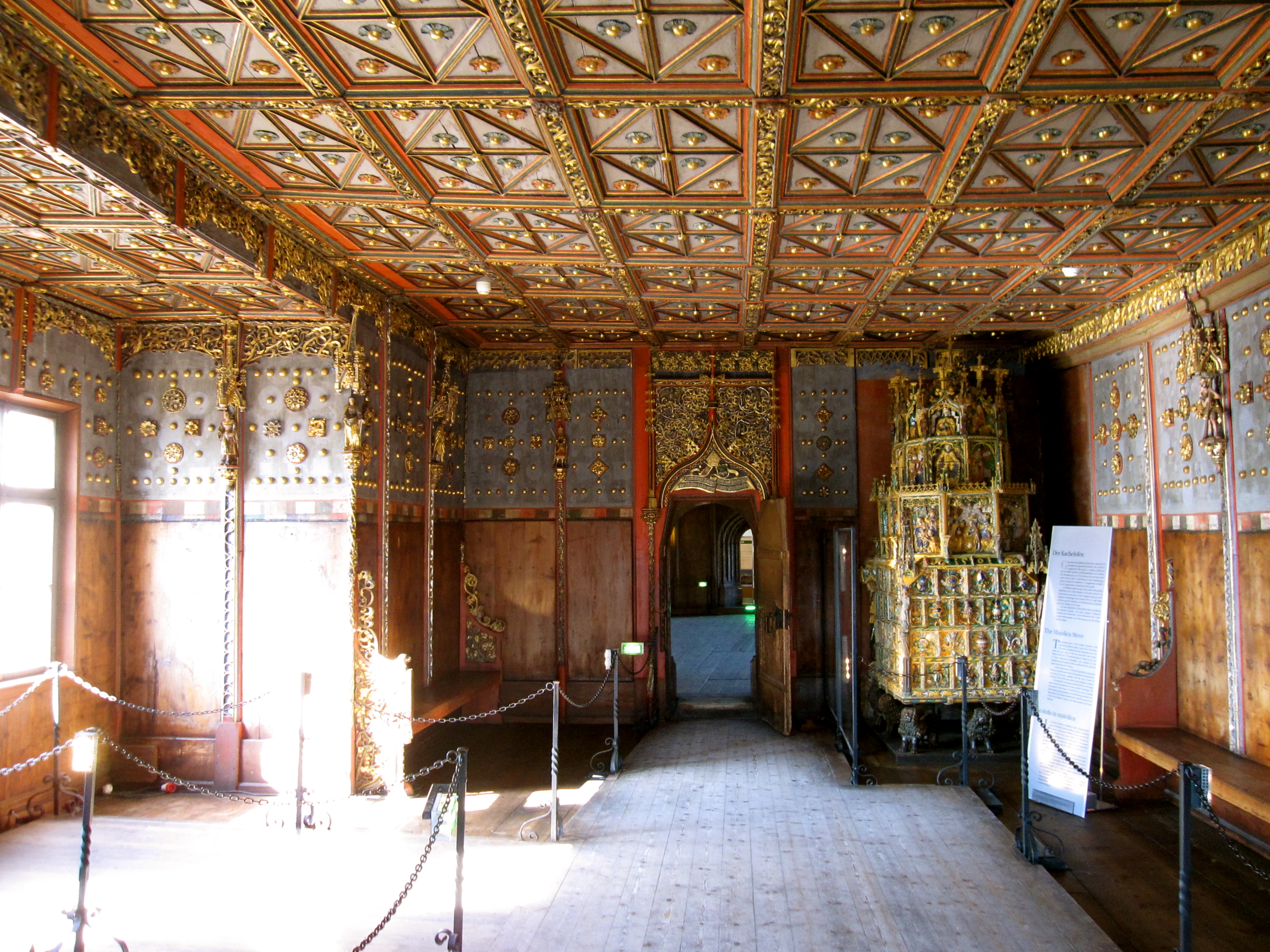
Habitación dorada.
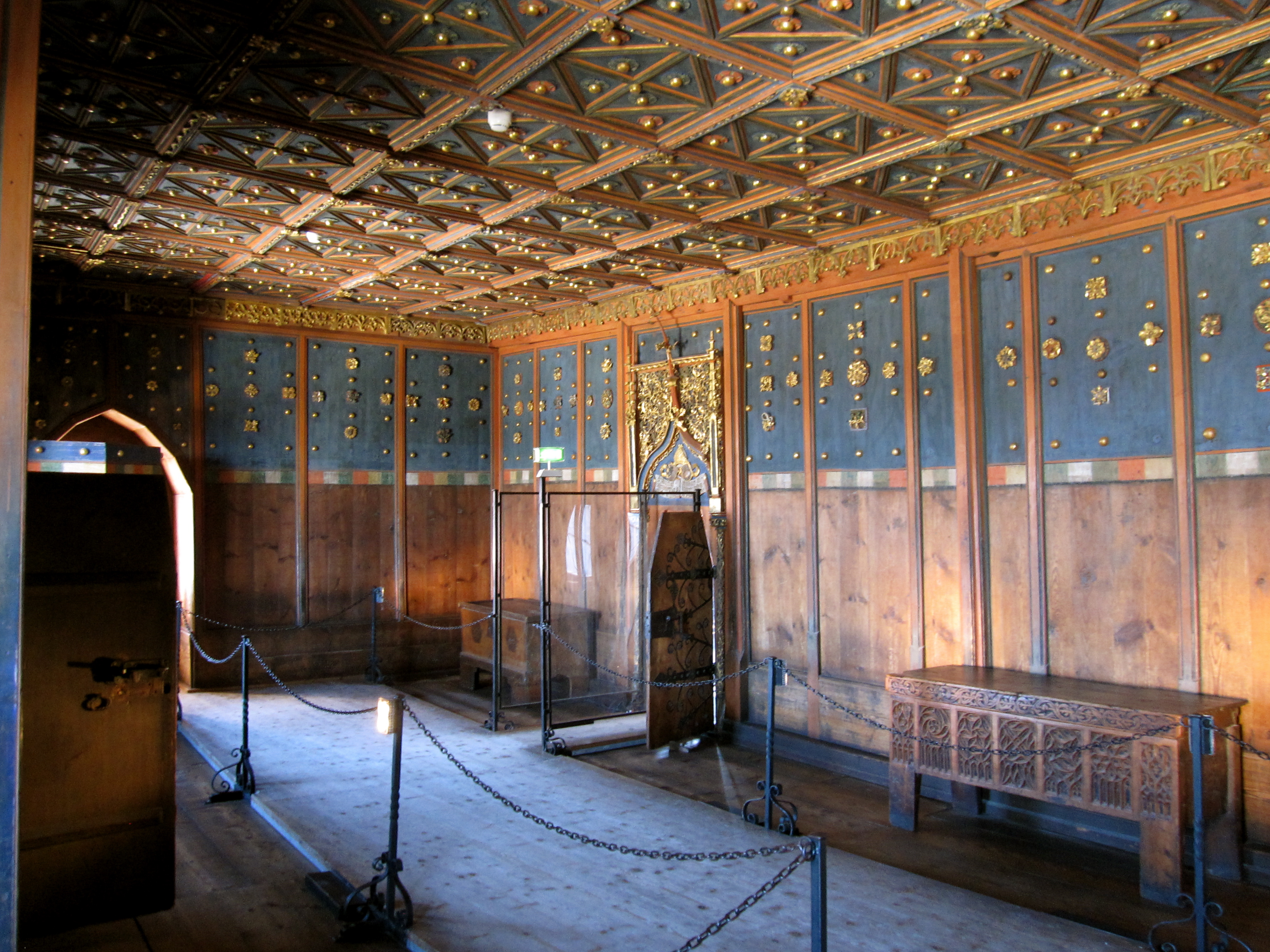
Dormitorio del Príncipe-Arzobispo.